# Muro de Thiers
El Muro de Thiers fue la más externa de las murallas de París, actualmente desaparecida, fue construida entre 1841 y 1844 en cumplimiento de una ley promulgada por el primer ministro Adolphe Thiers. Formaba parte de un sistema defensivo de la ciudad provisto de fortificaciones más o menos alejadas de la capital. Fue derribada en varias fases entre 1919 y 1929.

## Historia

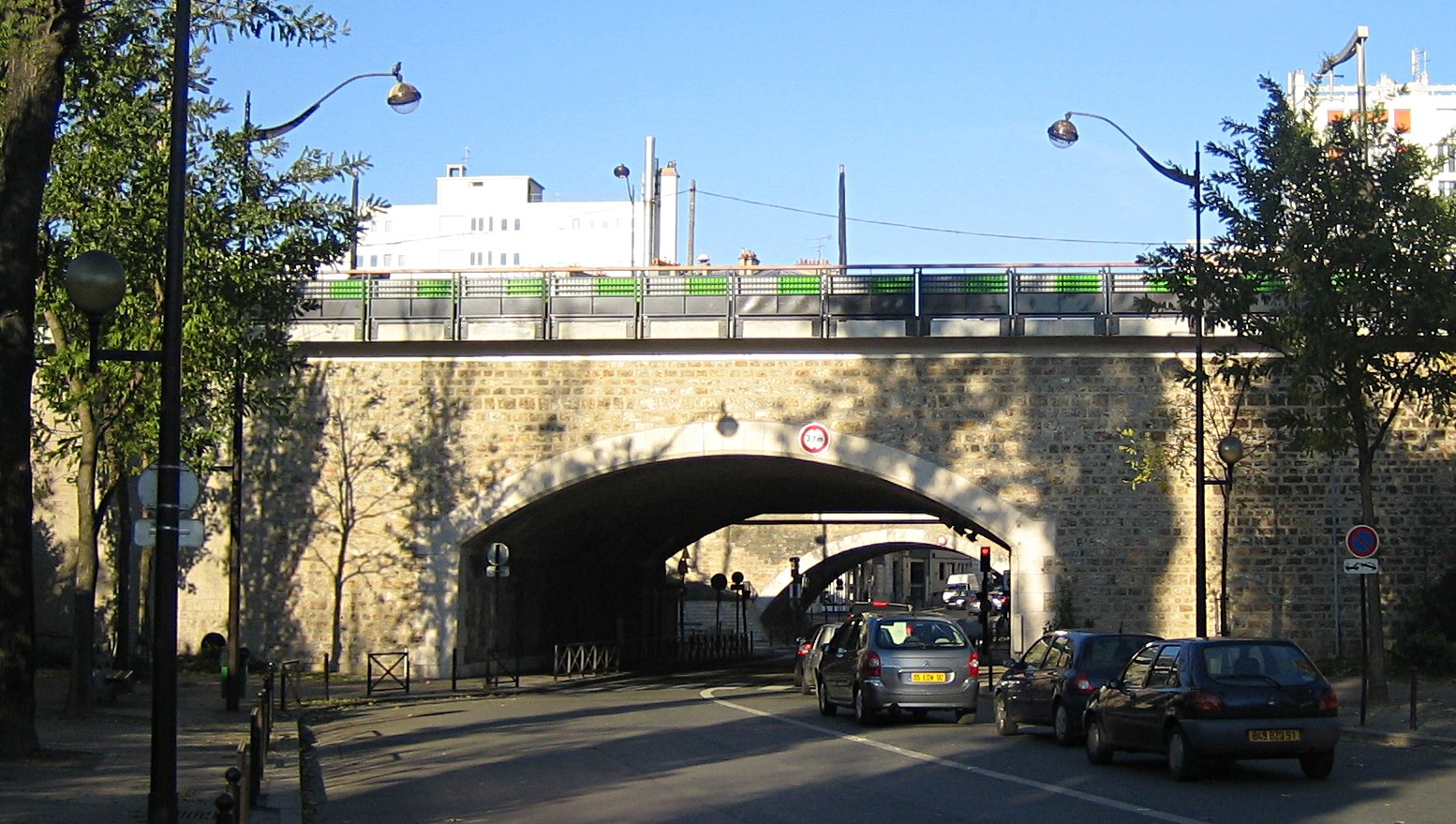
La Puerta del Álamo, uno de los pocos vestigios visibles de los muros de Thiers.

Luis Felipe fue proclamado rey de los franceses en 1830, estaba convencido de que la clave para la defensa de Francia era impedir que París cayera con demasiada facilidad en manos de ejércitos extranjeros, como había ocurrido en 1814. Así que concibió el proyecto de construcción de una muralla alrededor de la ciudad hiciese a la ciudad inexpugnable.
Un primer proyecto fue presentado a la Cámara de Diputados a principios de 1833 por el mariscal Soult, Presidente y Ministro de Guerra.
Inmediatamente desató una feroz resistencia de la izquierda, cuyos representantes sospechaban - o fingían sospechar - segundas intenciones en la política del gobierno : se dijo que las fortificaciones no estaban diseñadas para defender a Francia sino para amenazar a los parisinos en caso de que entrasen en rebelión contra la monarquía.

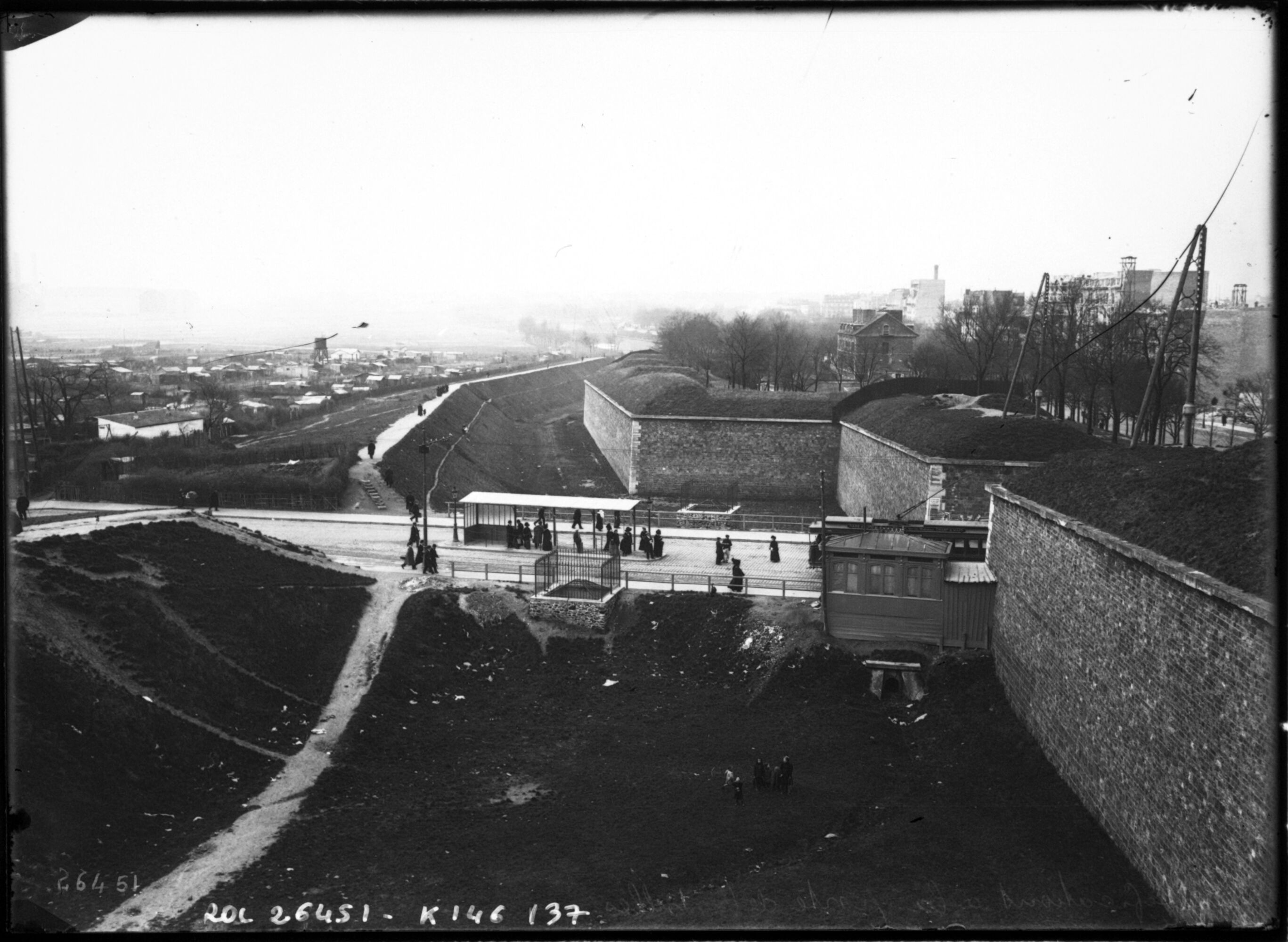
Las fortificaciones de la Porte de Versailles.

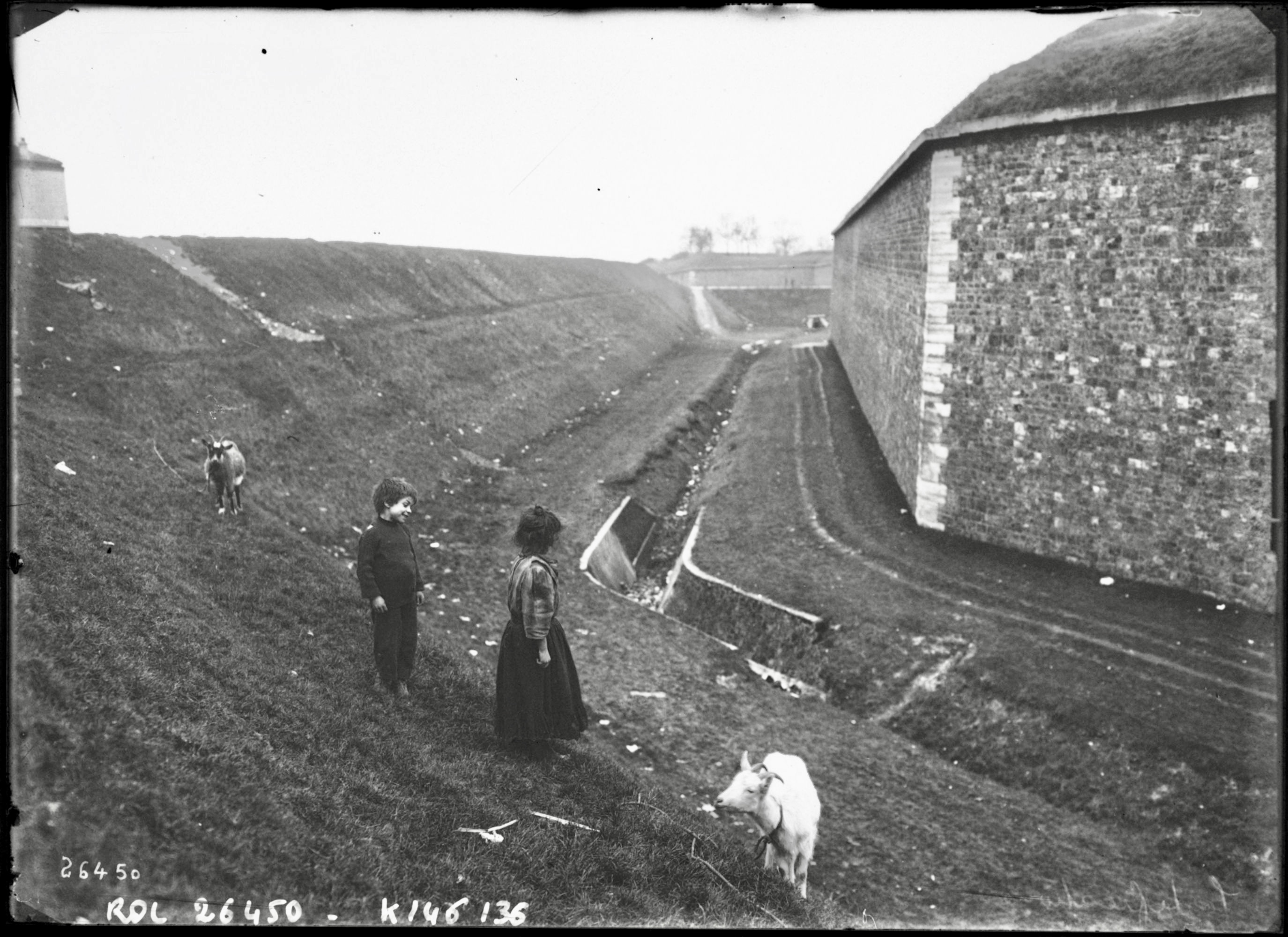
Detalle de la zanja, la pared y la protección del terraplén.

La construcción de 33 kilómetros, coloquialmente conocida como "la fortaleza" (les fortif en francés), ", se componía de 94 baluartes, 17 puertas, 23 accesos, 8 pasos para ferrocarriles, 5 pasos de ríos o canales y 8 postigos. De todos esto elementos, hoy en día sólo existen la puerta del Álamo (Poterne des Peupliers en francés) por donde el río Bievre entra en París, el bastión número 1 situado en medio del intercambiador en Porte de Bercy, el bastión 45 de la Porte de Clichy, una pared de la Porte de la Villette, una parte de la puerta de Arcueil (Porte d'Arcueil en francés) y diferentes partes de menor importancia.
Las obras fueron atendidas y suministradas desde la Rue Militaire, asistida por una línea de ferrocarril, la Petite Ceinture

## La degradación de la muralla
De no ser necesarias, las fortificaciones fueron destruidas a partir de 1919. Su emplazamiento fue en primer lugar terreno baldío, a menudo denominada "la Zona" (la Zone), que se recupera gradualmente desde 1930 por la construcción de viviendas sociales (HBM) y equipamiento deportivo.
La forma de antiguos baluartes todavía se detecta en la topología de varios sitios de la carretera que recorre este espacio.
La zona no era en sí el lugar que ocupaba el muro, sino una franja de tierra donde no existían edificios frente a la pared del foso y la contraescarpa, que media 250 metros de largo. Designada como zone non-aedificandi (zona de no edificación), fue ocupada por asentamientos en el siglo XIX, tras el abandono de su función militar. El argot « zonard » deriva por supuesto, de la zona.
El Bulevar Periférico de París fue construido sobre la tierra de los muros de Thiers, y continúa materializando la separación entre París y sus suburbios.

## Fotos y tarjetas postales antiguas

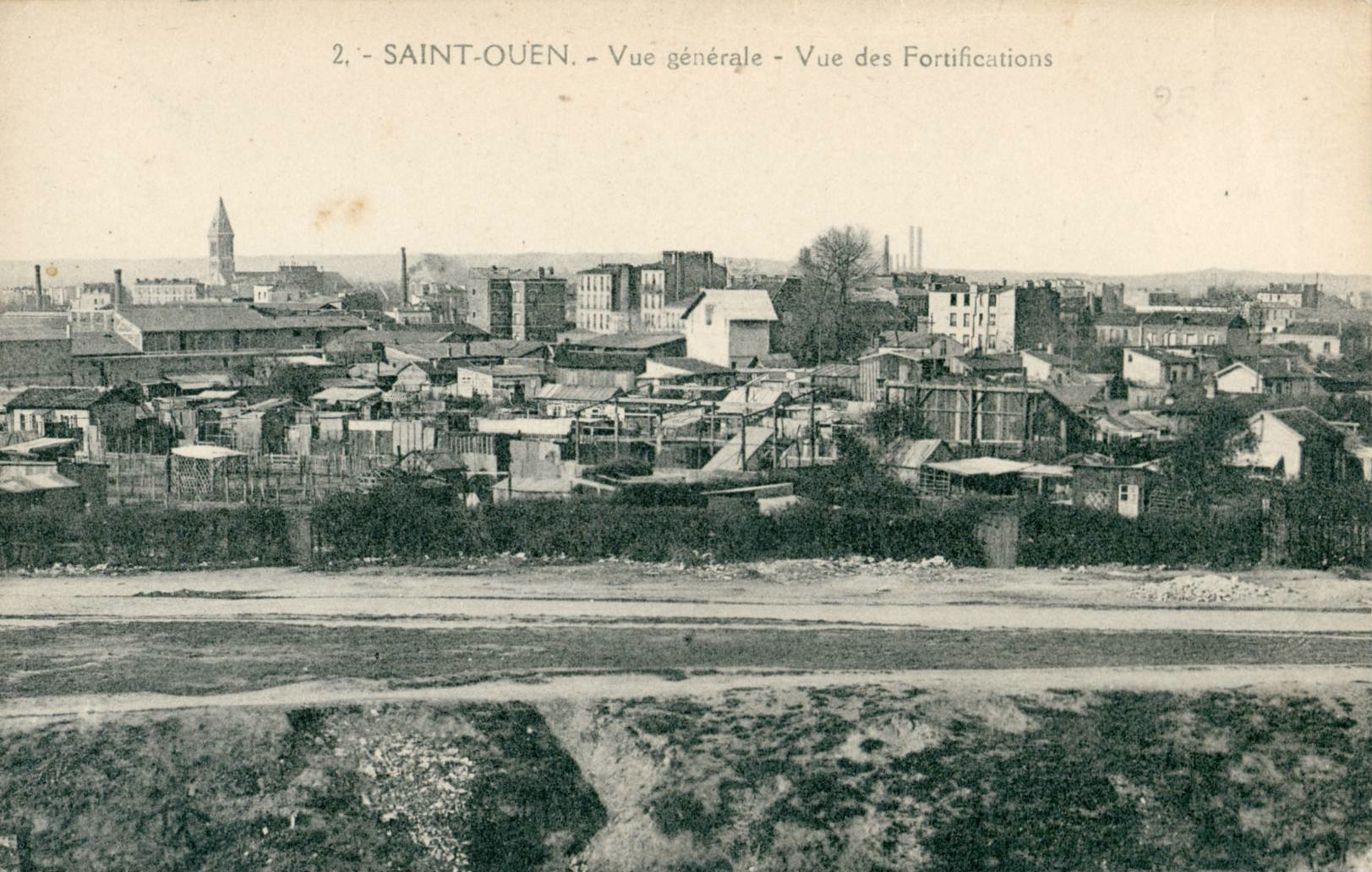
El área de las fortificaciones, de Saint-Ouen
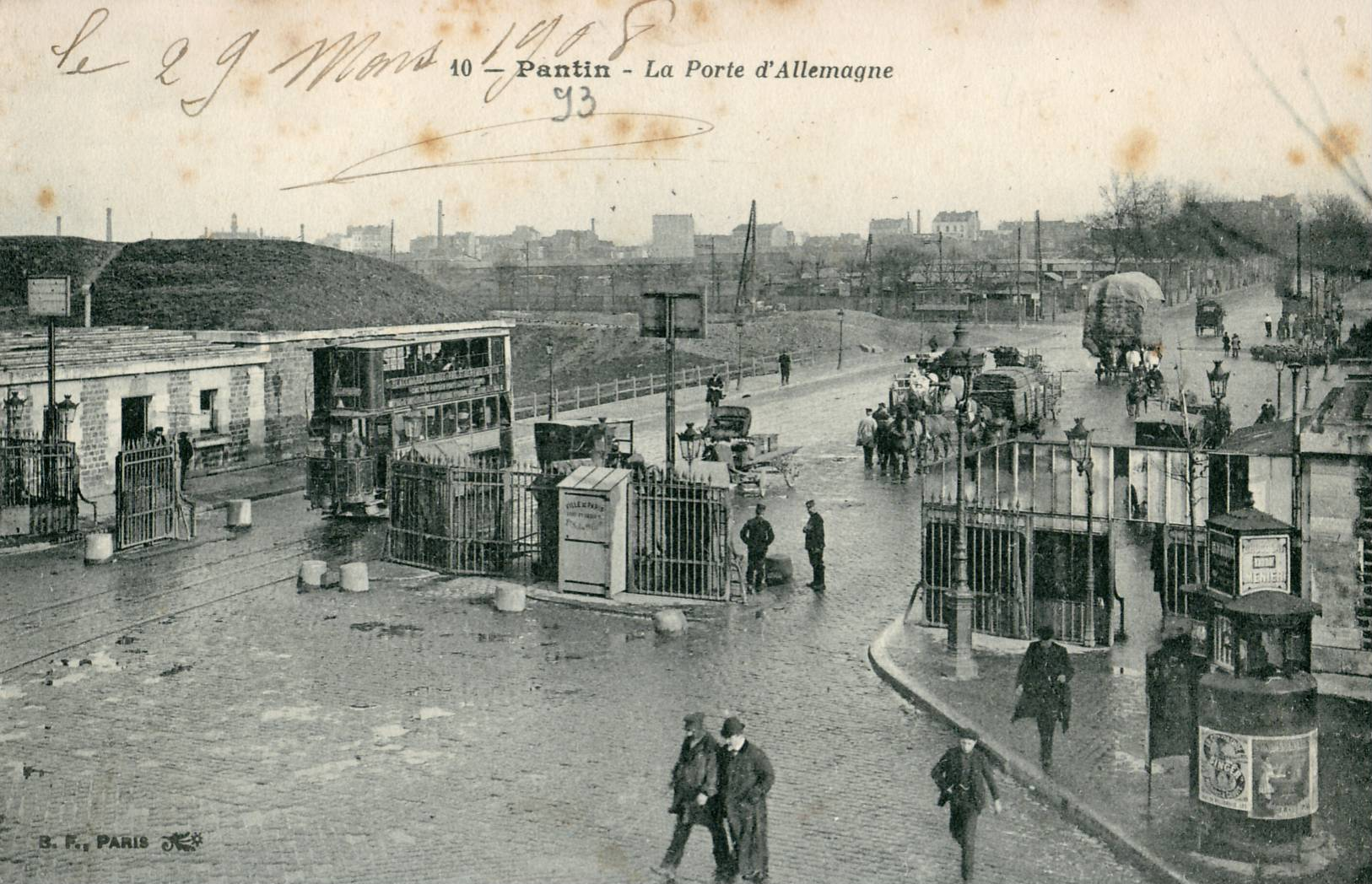
La Porte de Pantin hacia 1908